# Harold Raley
Harold C. Raley (Hartselle, Alabama, Estados Unidos, 23 de noviembre de 1934-Houston, 21 de agosto de 2024) fue un hispanista norteamericano, filósofo y escritor. Catedrático de universidad, destacó, sobre todo, como estudioso y traductor de la obra de Julián Marías.

## Biografía
Harold (Cecil) Raley se doctoró en la Universidad de Alabama con una tesis sobre la obra de José Ortega y Gasset, de la cual Julián Marías escribió que era un estudio que estaba «admirablemente bien compuesto y escrito... Con increíble acierto se orientaba en la copiosa bibliografía... El resultado se podría resumir en una sola palabra: acierto. Este libro del doctorando de Alabama, escrito a tanta distancia geográfica, histórica, lingüística, del mundo de Ortega, daba una visión de su tema incomparablemente más verdadera que la gran mayoría de la bibliografía que había manejado... Pensé que Raley poseía un carácter que, según Ortega, se supone a los filósofos...: la veracidad. Harold Raley era, tenía que ser, un caso extremado de pensador veraz... Pensé que era urgente que los americanos leyesen este libro sobre Ortega; pensé también que convenía que los hombres de lengua española pudieran leerlo también: aprenderían sobre Ortega muchas cosas verdaderas y oportunas; recibirían también un tonificante ejemplo de honestidad, veracidad, penetración».
Fue catedrático de la Universidad de Oklahoma, así como de la Universidad de Houston, y decano y catedrático de la Universidad Bautista de Houston (nombrado por ella “Distinguished Professor”, profesor distinguido). Es, según Julián Marías, «el mejor hispanista de nuestro tiempo».
Casado con Victoria González en 1962, padres de David, Laura y Ana.

## Pensamiento
Según José Luis Pinillos, «Raley comparte con Ortega y Marías la idea de que el punto de vista constituye un esencial ingrediente de la realidad... De hecho, Raley coincide con Marías en tener una visión responsable de la realidad; coincide con él y con la tradición hispana de que procede en hacer del ingrediente ético un componente radical del pensamiento filosófico. Por eso Raley parece poseer una especial connaturalidad para con lo español, y su visión de Marías y su mundo responde tanto a lo que ambos son».
Raley no está de acuerdo con Nelson R. Orringer, Ciriaco Morón Arroyo, Molinuevo y otros, que consideraban, en general, que Ortega repitió en español lo que había aprendido en Alemania, sino que afirma que el filósofo madrileño inició, discrepando de sus fuentes germánicas, otro camino, un "punto de inflexión": Ortega abandonó la Fenomenología (filosofía) tan pronto como la recibió, y por tanto no tuvo una fase "fenomenológica", sino que gran parte de su obra estuvo consagrada a superarla. También Raley muestra cómo a Ortega le pareció imposible la epokhé o reducción fenomenológica: para Ortega el dato primario no es la conciencia de los fenómenos, sino el hombre o la mujer vivientes, la persona que soy yo: «the “consciousness of phenomena”, but rather the living man or woman, the person that I am».
Escribe que la «filosofía orteguiana nació en parte de la conciencia de los defectos del pensamiento contemporáneo, y fueron los errores de sus predecesores los que impulsaron a Ortega, y más tarde a Marías, a buscar una doctrina de mayor precisión y entidad... Pero, según arguyen tanto Ortega como Marías, la puesta entre paréntesis (Einklammerung) del contenido fenomenológico, con su énfasis concomitante en la conciencia pura, supone un retroceso al idealismo... Si la historia disfraza la realidad al acumular sobre ella niveles de interpretación, la fenomenología puede parecer un buen medio para descartar esas interpretaciones y volver a una realidad desprovista de adornos, como quitamos las sucesivas capas de pintura para llegar a la madera auténtica. Pero eso es solo una verdad a medias, porque lo cierto es que sin interpretación nos queda muy poco de cualquier valor humano. Al eliminar los niveles históricos de interpretación, como quien arranca las hojas del repollo en busca de un repollo esencial, llegamos a un punto en el que lo buscado se nos ha ido de entre los dedos. Descubrimos que la realidad no está detrás de sus interpretaciones, sino más bien dentro de ellas... En cualquier caso, la realidad no puede ser divorciada de esas visiones parciales, porque solo a través de ellas se revela en el sentido humano. Son interpretaciones de la realidad, y esto significa ante todo que pertenecen a ella. Son algunas de sus infinitas dimensiones posibles. Son sus aspectos, sus perspectivas, reveladas por el hombre, pertenecientes a la realidad. En una palabra, la realidad solo puede aparecer perspectivamente, es decir, históricamente».
Esta es la significación de la tesis de Ortega yo soy yo y mi circunstancia: «se trata de sus esfuerzos por superar la fenomenología husserliana, la cual supone toda la tradición idealista desde Descartes... En 1913 dice Ortega que mal puede ser una realidad la conciencia si consiste esta en ser "conciencia de" la realidad. La conciencia pura no constituye la realidad primaria. Para que exista, tengo que suspender mi vida espontánea y volver sobre la memoria de lo que me ha pasado». «Tan pronto como Ortega asimiló lo que Alemania tenía para ofrecerle y se sumergió nuevamente en sus circunstancias españolas, comenzó a alejarse de sus mentores alemanes y a buscar un modo de filosofía que fuera verdaderamente auténtica en los tres sentidos del término que le importaba: profundamente española, profundamente personal y al más alto nivel de autenticidad, lo que él llamó a la altura del tiempo... Ortega regresó a España, la primera vez, agradecido de sus mentores alemanes, pero insatisfecho con el pensamiento neo-kantiano dominante en Alemania; y después de su segunda visita, descontento con la dirección que estaba tomando Husserl al volver a Descartes. Es cierto que Ortega todavía intentaba moldear sus intuiciones y estudios con una filosofía auténtica que pudiera arraigarse y florecer en las circunstancias únicas de España. Por lo tanto, hay una validez limitada en el argumento de Morón-Arroyo. Su libro está muy bien desarrollado; su único problema es que no se basa en lo que Ortega dijo o hizo, sino en lo que el autor insiste sobre lo que Ortega debería haber hecho. A fin de cuentas, sin embargo, Ortega es la mejor prueba contra la tesis de Morón-Arroyo. Ortega escribió después de sus años en Alemania que encontró maestros admirables y una tradición filosófica insuperable en las universidades germanas, pero lo que no encontró fue una filosofía viable. Durante un breve periodo en 1912-13, pareció que la fenomenología husserliana podría resultar ser lo que él y otros filósofos jóvenes de su generación estaban buscando. Pero pronto se dio cuenta de que, al fin y al cabo, Husserl no podía escapar de la atracción gravitacional del cartesianismo, que para Ortega era un paso atrás en un subjetivismo idealista fértil pero anacrónico».
Porque ya en «1914, Ortega estuvo muy lejos de la fenomenología husserliana. En su germinal libro, asombrosamente hermoso, Meditaciones del Quijote, formuló la doctrina que había estado buscando desde su estancia en Alemania. Lo resumió en su célebre cogito: yo soy yo y mi circunstancia, y si no la salvo a ella, no me salvo yo. Con esto llegamos a la premisa principal de la doctrina orteguiana: "Mi vida", la de cada cual, es la realidad primaria o "radical" en la que todos los demás seres, realidades y cosas –incluido yo mismo– se me aparecen... Mi vida es donde encuentro todas las realidades, y donde las realidades me encuentran a mí, incluidas las que me trascienden –historia, cultura, cosmos, Dios– y donde me descubro como una persona viviente... "Estar" en el sentido orteguiano tiene un aspecto parecido al concepto heideggeriano in-der-Welt-sein, estar en el mundo. Pero es mucho más radical y completo. No es que yo simplemente esté en el mundo –también están en él los palos y las piedras–, sino que el mundo y sus atributos son conocidos y están presentes experimentalmente solo en mi vida tal como la vivo. En el paradigma heideggeriano, existo en el mundo físico, Umwelt, el mundo bioambiental; en la doctrina orteguiana, el mundo existe por y para mí, y yo para él, y a ese proceso recíproco es a lo que llamamos vivir. El hecho de que yo también esté instalado físicamente en el mundo es una ineludible comprensión posterior y consecuente, como veremos, pero a pesar de su validez es aún posterior a las formas radicales primarias de arraigo o radicalidad. Este encuentro radical no solo es sensorial, sino también estrictamente metafísico. No es que perciba el cosmos y su contenido a una distancia sensorial independiente de mi vida. En cambio, mi percepción sensorial es la facultad que me da la presencia inmediata e inseparable de la realidad aquí y ahora. Con esta idea, Ortega revirtió y superó el cogito cartesiano. El "yo", el "ego", solo, sin espacio, intemporal y privado de lo mundano, es imposible. Mi mundo y yo estamos indisolublemente referidos el uno al otro».
Según él, siguiendo a Ortega, «"circunstancia" es un concepto mucho más amplio (comprehensivo o exhaustivo) que el de “biosfera” o el de “medio ambiente” utilizados por las ciencias biológicas, o que el término Umwelt (entorno) usado por el pensamiento alemán. No es que yo viva en medio de una circunstancia que es independiente y separada de mí, ni tampoco que yo sea un mero “estar en el mundo” como Heidegger enseñaba, sino que yo vivo con el mundo».
Ve difícil, por no decir imposible, «encuadrar la filosofía de la persona en Marías en el marco personalista... Indudablemente hay muchos puntos en común entre los discípulos de Marías y los personalistas. Pero a mi modo de ver, la falta de una base metafísica es precisamente el problema inherente del personalismo. Introduce en el tema un elemento intelectualmente incontrolable y por tanto perturbador que permite múltiples interpretaciones de la persona, algunas de ellas conflictivas. Además, falta la sintonía léxica». En cambio, Marías «encuentra la base metafísica de su teoría en la antropología metafísica, o sea, la estructura empírica de la vida personal, en la filosofía de la realidad radical de Ortega».
Formado en la Iglesia Bautista, pero muy próximo en su trayectoria espiritual e intelectual a la Católica, considera que, «lejos de ser algo “acabado”, Dios se hace cada vez mayor, a medida que él mismo se manifiesta en su creativo amor. La antigua descripción de Dios como motor inmóvil e impasible es sin duda pobre, mezquina, poco inspiradora para que ese motor “arranque”. En cambio, Dios se mueve primariamente amando, y tanto las cosas como las criaturas se mueven en correspondiente armonía con él. No es de extrañar, por tanto, que la posible felicidad humana en este mundo surge cuando amamos y actuamos creativamente respondiendo al móvil y creciente amor de Dios».
Aboga por un "puro Cristianismo" (es decir, libre de lastres o de adherencias desfiguradoras) que, según él, coincide con el espíritu ilustrado y ecuménico del "mero Cristianismo" de C. S. Lewis y de la "perspectiva cristiana" de Julián Marías, autores que argumentan poderosamente frente a la suposición general de la mayoría de los artistas y pensadores modernos que consideran al Cristianismo como una religión agotada. Lejos de ser una reliquia del pasado, como muchos pretenden, para Raley el Cristianismo contiene enormes reservas creativas todavía sin explorar. Piensa que esa visión coincide con la de José Ortega y Gasset, para quien, «rechazando la visión materialista de que la humanidad es simplemente una variación de la vida animal, construyó su original filosofía sobre el imperativo de que la realidad humana debe entenderse a través de una nueva forma de pensar que llamó "razón histórica" o "narrativa". La biografía, no la biología, es la clave para entender la vida. Utilizando la metafísica orteguiana como punto de partida, Marías comenzó su exploración, durante cincuenta años, sobre la unicidad de la persona humana, que ahora culmina en La perspectiva cristiana. Descubre que el Cristianismo, aun en formas no teóricas, siempre ha transmitido a millones de creyentes una visión radicalmente diferente de la persona humana, una visión que la filosofía convencional, asentada sobre raíces griegas, tiene todavía que descubrir en su mayor parte. El mensaje es oportuno. Es la afirmación, mejor quizá, el testimonio de un pensador que ha dedicado su larga y enérgica vida a esas verdades filosóficas y cristianas que conducen a la vida humana abundante. Siempre inquebrantable en su propia fe, como filósofo consumado, Marías no está menos comprometido con el examen intelectual riguroso de cada suposición. Quizá ningún pensador de nuestro tiempo haya sido un enemigo más formidable de la falsedad (o un gran amigo de la verdad). El hecho de que sus descubrimientos filosóficos sobre la vida humana estén en sintonía con las afirmaciones de la fe cristiana –y en general con la dimensión religiosa de la vida humana– hace que este trabajo sea aún más valioso y creíble. Por lo pronto, ofrece nuevas formas de acercarse y apreciar el Cristianismo, y no infravalorando la inteligencia sino iluminándola. Marías siempre se ha mantenido fiel al antiguo dicho cristiano fides quaerens intellectum (la fe que busca la comprensión). Escrita con un profundo respeto por la condición humana y el mundo real en el que vivimos, La perspectiva cristiana destila calma y esa cordial sabiduría que solo encontramos en aquellos que ni temen a la verdad ni están comprometidos por el error».
Raley busca «construir y promover una cosmovisión distinguidamente cristiana... En la visión que tiene Raley de la vida cristiana no existe una burda dicotomía entre lo secular y lo sagrado. Mientras escribe, desafía y desenmascara la fachada fácil que Occidente ha construido bajo el estandarte de Cristo. Con la paciencia y la habilidad propias de un artista, Raley revela cómo la cultura cristiana occidental no ha estado a la altura de las magníficas tradiciones filosóficas, intelectuales, políticas, éticas y teológicas que hemos heredado de los antiguos. Se sirve del canon literario para esculpir una cosmovisión completamente en consonancia con las afirmaciones audaces de la fe cristiana y con frecuencia en desacuerdo con la evidente conducta cobarde de gran parte del Occidente cristiano... Estas son las reflexiones maduras de un hombre amable y agradable, formado en la piedad silenciosa y forjado por años de estudio académico y de enseñanza. Ofrece, a todos los que se aventuran a embarcarse con él, una imagen brillante y convincente de la vida de fe. Cada frase está hábilmente elaborada, resulta estéticamente agradable y es filosóficamente desafiante. A veces su elevada prosa se siente más como poesía. Nunca escribe una palabra en vano.... Raley nos invita a su propia peregrinación personal hacia la excelencia, una excelencia de corazón, de mente, de fortaleza y de pensamiento».

## Obras
- Ortega y Gasset, filósofo de la unidad europea (prólogo de Julián Marías), traducción española de Ernestina de Champourcín, Revista de Occidente, Madrid, 1977. ISBN 84-292-8735-3. Edición inglesa: José Ortega y Gasset, the Philosopher of European Unity. The University of Alabama Press, Alabama, 1971. ISBN 0-8173-6612-1

- La visión responsable. La filosofía de Julián Marías (prólogo de José Luis Pinillos), traducción española de César Armando Gómez, Espasa-Calpe, Madrid, 1977. ISBN 84-239-2026-7. Edición inglesa: Responsible Vision: The Philosophy of Julián Marías, The American Hispanist, Indiana, 1980. ISBN 0892170050
- Julián Marías. Una filosofía desde dentro, traducción española de César Armando Gómez, Alianza Editorial, Madrid, 1997. ISBN 84-206-2866-2; edición inglesa: A Watch over Mortality: the Philosophical Story of Julián Marías, The State University of New York Press, Albany, 1997. ISBN 0-7914-3154-1
- El espíritu de España (prólogo de Julián Marías), traducción española de César Armando Gómez, Alianza Editorial, Madrid, 2003. ISBN 84-206-7734-5. Edición inglesa: The Spirit of Spain, Halcyon Press, Houston, 2002. ISBN 0970605498
- The Light of Eden. A Christian Worldview (foreword by David B. Capes, Ph.D., chair of Christianity and Philosophy, Houston Baptist University), John M. Hardy Publishing, Houston, 2008. ISBN 0-9798391-2-2
- The Unknown God: Mysteries of Deity, Time, Space, and Creation, Createspace Independent Publishing Platform, North Charleston, 2011. ISBN 1466273186. Traducción española de Enrique González Fernández: El Dios desconocido, TotallRecalll Publications, Friendswood, 2019. ISBN 978-1-59095-416-4
- Immortal Destiny, TotalRecall Publications, Friendswood, 2018. ISBN 978-1-59095-443-0
- Language Oddities. Quirks and Curiosities of English and Other Languages, Kingsle, Houston, 2011. ISBN 978-0-9830676-6-5
- Louisiana Rogue. The Life and Times of Pierre Prospère-Tourmoulin translated by Peter Tourmoulin, Lamar University Press, Beaumont, Texas, 2013. ISBN 978-0-9852552-7-5
- José Ortega y Gasset: a bibliography of secondary sources (with Antón Donoso), Bowling Green State University, Ohio, 1986. ISBN 091263281X
- Radical and Empirical Reality. Selected Writings on the Philosophy of José Ortega y Gasset and Julián Marías, TotalRecall Publications, Friendswood, 2020. ISBN 978-1-64883-0167

## Traducciones
- Julián Marías: America in the Fifties and Sixties: Julián Marías on the United States (translated from the Spanish by Blanche De Puy and Harold C. Raley; edited and with an Introduction by Michael Aaron Rockland), The Pennsylvania State University Press, University Park and London, 1972. ISBN 0-271-00556-4
- Julián Marías: A Biography of Philosophy (translated by Harold C. Raley), The University of Alabama Press, Alabama, 1984. ISBN 0817301801
- Julián Marías: The structure of society (translated by Harold C. Raley; introduction by Robert K. Merton), The University of Alabama Press, Alabama, 1987. ISBN 081730181X
- Julián Marías: Generations: a historical method (translated by Harold C. Raley), The University of Alabama Press, Alabama, 1970. ISBN 0817366113
- Julián Marías: The Christian Perspective (translated from Spanish by Harold Raley), Halcyon Press, Houston, 2000. ISBN 0-9706054-0-4
- Enrique González Fernández: The Beauty of Christ. A philosophical understanding of the Gospel (prologue by Julián Marías, Royal Spanish Academy, translated from the Spanish by Harold C. Raley), Cultiva, Madrid, 2011. ISBN 978-84-9923-546-2

## Prólogos
- Julián Marías: Historia de la filosofía (prólogo con Xavier Zubiri; epílogo de José Ortega y Gasset), Alianza Editorial, Madrid, 2016. ISBN 978-84-9104-430-7
- Enrique González Fernández: Julián Marías, apóstol de la divina razón, San Pablo, Madrid, 2017. ISBN 978-84-285-5272-1